# Nils Lauper
Pour les articles homonymes, voir Lauper.
Nils Lauper, né le 12 octobre 1982, est un skieur acrobatique suisse spécialisé dans les épreuves de half-pipe.

## Carrière
Il remporte son premier podium en Coupe du monde en janvier 2009 aux Contamines.
Il participe aux Jeux olympiques d'hiver de 2014, en half-pipe où il est éliminé en qualifications.

## Palmarès

### Jeux olympiques d'hiver
| Édition/Discipline | Half-pipe |
| Sotchi 2014        | 16e       |

### Championnats du monde
| Édition/Discipline | Half-pipe |
| Inawashiro 2009    | 20e       |
| Park City 2011     | 20e       |
| Oslo-Tryvann 2013  | 32e       |

### Coupe du monde
- Meilleur classement général : 25e en 2009.
- Meilleur classement en half-pipe : 3e en 2009.